# Сильверинув
Сильверинув (пол. Sylwerynów) — село в Польщі, у гміні Парадиж Опочинського повіту Лодзинського воєводства.
Населення — 86 осіб (2011).

## Демографія
Демографічна структура станом на 31 березня 2011 року:
|          | Загалом | Допрацездатний вік | Працездатний вік | Постпрацездатний вік |
| -------- | ------- | ------------------ | ---------------- | -------------------- |
| Чоловіки | 43      | 4                  | 28               | 11                   |
| Жінки    | 43      | 9                  | 22               | 12                   |
| Разом    | 86      | 13                 | 50               | 23                   |